# لادیسلاف بران
لادیسلاف بران (چکی: Ladislav Beran؛ زادهٔ ۸ فوریه ۱۹۶۷) بازیگر و طراحی رقص اهل کشور جمهوری چک است.
از فیلم‌ها یا برنامه‌های تلویزیونی که وی در آن نقش داشته‌است می‌توان به تیغه ۲، پسر جهنمی، و مأموریت: غیرممکن - پروتکل شبح اشاره کرد.